# حمزة بن إدريس العثماني
حمزة بن إدريس العثماني (10 ماي 1940 - 30 ماي 2012) كاتب وخبير اقتصادي مغربي.

## مسيرته
يُعدّ أحد الناشطين الجمعويين والمثقفين الذين أرخوا لمدينة الصويرة حيث رأى النور٬ وهو خريج مدارس فرنسية عليا. وسبق أن شغل عددا من المناصب بالإدارة المركزية المغربية.
وكان الراحل الذي ألف العديد من المؤلفات ذات صيت عالمي قد حصل على جائزة روني كايي سنة 1997 التي تمنحها منظمة الجغرافيا الإنسانية بباريس، كما حصل سنة 2006 على جائزة المغرب للكتاب في صنف الإبداع الأدبي عن كتابه (Le Fils du soleil) «ابن الشمس».